# 天主教錫夸尼自治監督區
天主教錫夸尼自治監督區（拉丁語：Praelatura Territorialis Sicuanensis）是秘魯一個羅馬天主教自治監督區，屬庫斯科總教區。
監督區成立於1959年1月10日，包括庫斯科大區南部四省。2010年有教友253,000人（佔轄區總人口85.8%）、廿七個堂區、廿九名司鐸。現任監督為彌額爾·拉法伊·巴爾迪。